# 黄羊湾岩画
黄羊湾岩画，位于宁夏回族自治区中卫市中宁县余丁乡黄羊湾村，是中华人民共和国宁夏回族自治区文物保护单位之一。

## 保护
2005年9月15日，授予宁夏回族自治区文物保护单位，是一座石窟寺及石刻。